# Crocetta del Montello
Crocetta del Montello (velenceiül Crozeta del Monteło) település Olaszországban, Veneto régióban, Treviso megyében. Lakosainak száma 6027 fő (2023. január 1.). Crocetta del Montello Cornuda, Montebelluna, Moriago della Battaglia, Pederobba, Volpago del Montello és Vidor községekkel határos.

## Népesség
A település népességének változása:
| Lakosok száma | 6093 | 6106 | 6027 |
|               | 2017 | 2018 | 2023 |